# Rapid (Frankrijk)
Rapid is een historisch merk van hulpmotoren.
Dit was een hulpmotor voor fietsen die in 1955 in Frankrijk werd geproduceerd. De klant kon zelfs een model met versnellingen kiezen, maar de productie duurde waarschijnlijk niet langer dan een jaar.